# Klaipėdski okrug
Okrug Klaipėda (litavski: Klaipėdos apskritis) je jedan od deset okruga u Litvi.

## Zemljopis
Okrug Klaipėda nalazi se na zapadu zemlje na obalama Baltičkog mora. Na sjeveru okruga je državna granica s Latvijom, a na jugu s ruskom eksklavom Kalinjingradom.

## Općine
Okrug Klaipėda je podjeljen na sedam općina od čega su dvije gradske.
- Grad Klaipėda
- Općina Klaipėda
- Općina Kretinga
- Općina Neringa
- Grad Palanga
- Općina Skuodas
- Općina Šilutė

## Vanjske poveznice
- Službene stranice okruga